# Mukataba
Mukataba är en form av frigivning av en slav i islamisk lag, då ett kontrakt upprättas mellan en (manlig) slav och hans ägare, enligt vilken slaven får arbeta och regelbundet betala in en viss summa pengar i utbyte mot sin framtida frigivning; en slav som ingår ett sådant kontrakt kallas mukatab. Det fanns ingen skyldighet att upprätta en mukataba, utan det var frivilligt från slavägarens sida.